# Schöffe (Beigeordneter)
Schöffe (niederländisch: schepen, französisch: échevin, luxemburgisch: Schäffen) bezeichnet in Belgien und Luxemburg einen Beigeordneten des Bürgermeisters.

## Belgien
In Belgien sind Schöffen gewählte Beigeordnete des Bürgermeisters. Sie entsprechen in etwa damit dem, was in einer nationalen Regierung ein Minister ist bzw. einem Dezernenten in manchen deutschen Kommunen. Der Bürgermeister bildet gemeinsam mit seinen Schöffen das sogenannte Bürgermeister- und Schöffenkollegium (BSK), welches in der Wallonischen Region seit 2006 Gemeindekollegium genannt wird.
Die Gemeinderatsmitglieder wählen aus ihren Reihen die Schöffen, deren Anzahl je nach Größe der Gemeinde zwischen 2 und 10 liegt. Jeder dieser Schöffen ist verantwortlich für die Ausführung einer Vielzahl von Zuständigkeitsbereichen, es gibt zum Beispiel einen Finanzschöffen, einen Schulschöffen usw. Seit 2006 dürfen auch EU-Bürger, die nicht im Besitz der belgischen Staatsbürgerschaft sind, Schöffen werden.

## Luxemburg
In Luxemburg sind die Schöffen Beigeordnete des Bürgermeisters, welche gewählte Mitglieder des Gemeinderates sind. Der Bürgermeister bildet gemeinsam mit seinen Schöffen den so genannten Schöffenrat (luxemburgisch: Schäfferot, französisch: collège des bourgmestre et échevins). Im Prinzip gibt es in jeder Gemeinde zwei Schöffen; abweichend hiervon kann die Zahl der Schöffen durch großherzoglichen Beschluss folgendermaßen festgelegt werden: 3 in den Gemeinden mit 10.000–19.999 Einwohnern; 4 in den Gemeinden mit 20.000 Einwohnern und mehr; maximal 6 in der Stadt Luxemburg (dortiger Stand im Jahre 2014: 5 Schöffen).